# 桐島りおん
桐島 りおん（きりしま りおん、1983年4月17日 - ）は、日本の元AV女優。
東京都出身。血液型:A型。身長:177cm。スリーサイズ:B83(C)・W60・H88。

## 略歴
2005年10月、ビデオメーカー・ワープエンタテインメントの専属女優としてAVデビュー。身長が177cmで、股下89cmという美脚の持ち主。
2006年に引退。

## 出演作品

### アダルトビデオ
2005年
- 極モザ×お姉さん　（10月5日、ワープエンタテインメント）　※デビュー作
- あぁ、隣の綺麗なお姉さん　（11月5日、ワープエンタテインメント）
- 優しい教室　（12月5日、ワープエンタテインメント）

2006年
- M男くん♥いらっしゃい Part.2　（1月5日、ワープエンタテインメント）
- そんな貴方に…、こんな秘書。　（2月5日、ワープエンタテインメント）
- 街でウワサの必ずヤレちゃう風俗ビル 2号店　（3月5日、ワープエンタテインメント）
- 密会　（4月5日、ワープエンタテインメント）
- 接吻しまくり淫口よだれ女 VOL.7　（5月15日、ワープエンタテインメント）
- スペルマ×スペシャル VOL.001　（6月5日、ワープエンタテインメント）
- Chijo V.I.P　（7月5日、ワープエンタテインメント）
- Monthly2時間 撮れたて素材まんま出し　（7月15日、ワープエンタテインメント）…オムニバス作品　他出演:Marin.、寧々、米倉夏弥、伊川なち、志保、nao.、杉山圭 他
- Monthly2時間 撮れたて素材まんま出し 2　（8月15日、ワープエンタテインメント）…オムニバス作品　他出演:志保、Marin.、米倉夏弥、美波さら、伊川なち、寧々、星川ヒカル 他
- Monthly2時間 撮れたて素材まんま出し 5　（11月15日、ワープエンタテインメント）…オムニバス作品　他出演:志保、美波さら、Kokoro、風間ゆみ、伊川なち、米倉夏弥、Marin.、酒井楓 他
- cuts Rion's Single Clips　（12月15日、ワープエンタテインメント）　※総集編

2007年
- 超[チョ～]お宝 VOL.02　（1月15日、ワープエンタテインメント）…オムニバス作品　他出演:紅音ほたる、今野由愛、Marin.、伊川なち、星川ヒカル、日高ゆりあ、志保

他

### イメージビデオ
2006年
- フェHな脚　（3月24日、イーネット・フロンティア）